# 构造岩

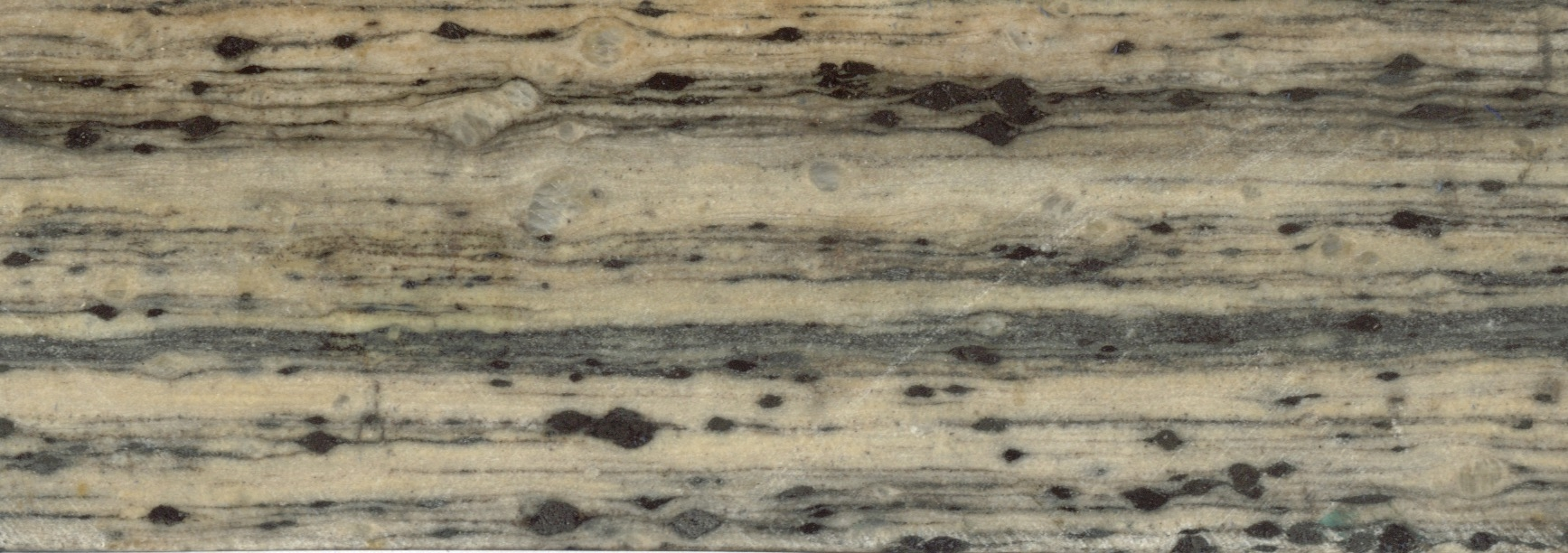
自S面观察L-S构造岩

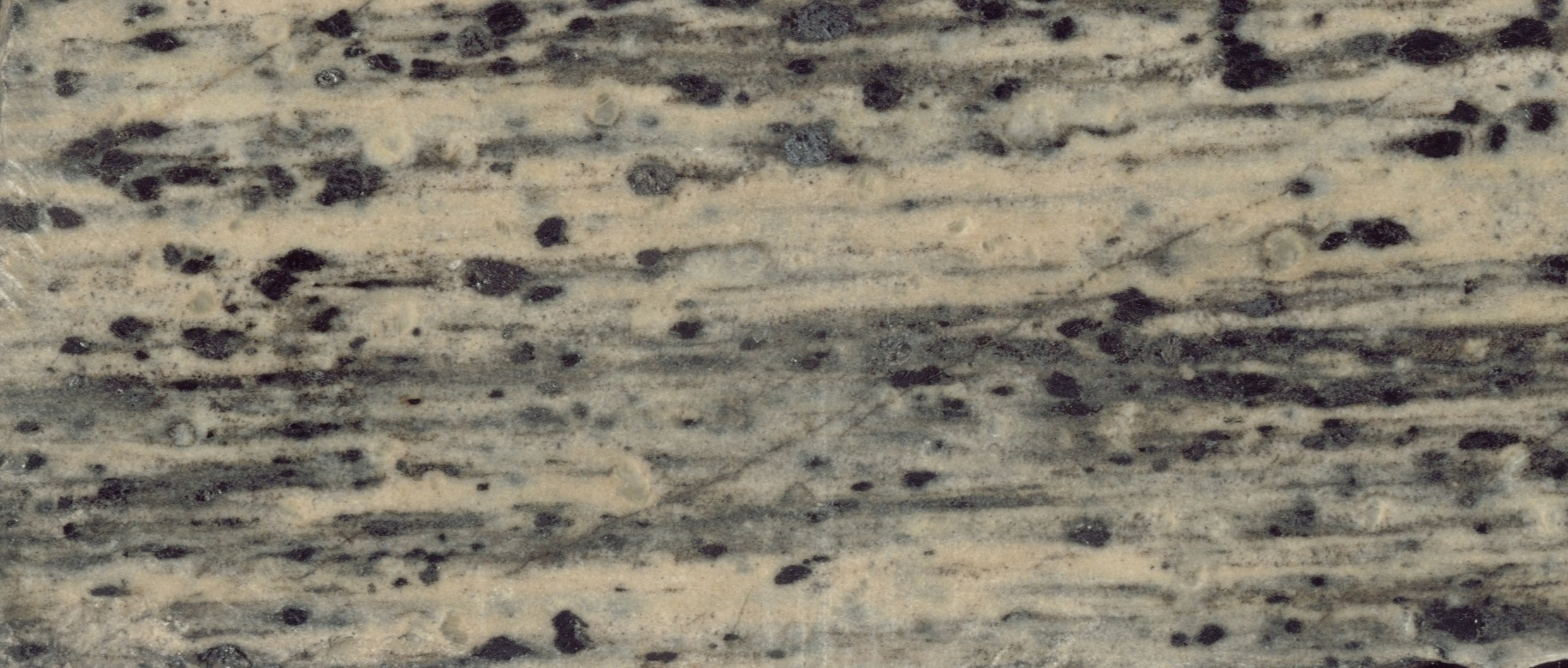
垂直于S面观察L-S构造岩

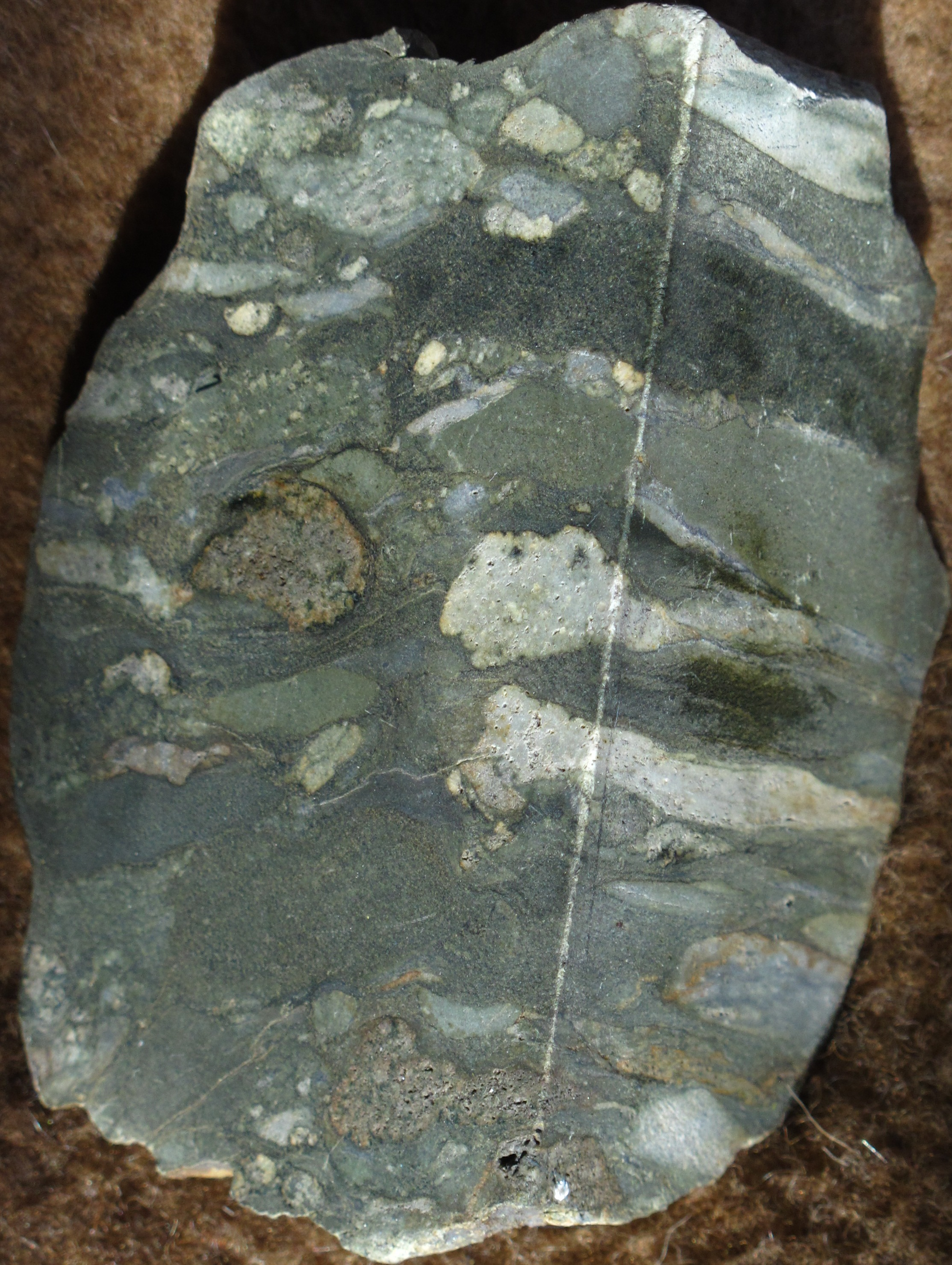
变形了的砾岩在一个平面上无应变（左侧），在另一个平面上有强烈拉伸（右侧）——L构造岩

构造岩指自身组构能反映变形过程或具有明显协调几何特征的变质岩或构造变形岩石，这些特征一般说明岩石在形成过程中经历了连续的固体（韧性）流动。平面褶皱来自硅酸盐矿物或石墨等板状矿物相的平移。角闪石等纤细棱柱晶体则会产生线理，柱状晶体会沿这纹理整齐排列。
构造岩内含矿物，受地球自然力的影响，使其方向发生变化。这通常包括矿物再结晶、叶理形成等。通过结构分析研究构造岩，可确定两点：
- （动态）变质作用期间剪切和压缩应力的方向
- 变质作用的后期（或终末）阶段[2]

据矿物定向的性质，构造岩可被分为三类：L类、S类、LS类。不同的类型反映了物质运动的不同方式。
- L构造岩以线性结构排列，两个平面相交使得岩石分裂为棒状。这种类型的岩理特征不明显。
- S构造岩以叶理为主，岩石分裂为与叶脉平行的板状。叶理中基本不含线理。
- LS构造岩是两者的完美混合体，既有强烈线理，也有明显叶理。这主要形成自晶粒沿围绕褶皱趋势的轴线旋转。[2]

## 分类
- S构造岩(S来自德语Schiefer“片岩”)主要为平面组构（叶理），可能表示一种扁平性应变。这也可能是由于缺乏能产生线状结构的矿物，如辉绿岩。[1]
- L构造岩主要为线性组构（线理），通常表示收缩性应变。可能是由于缺乏板状相。[1]
- L-S构造岩具有同样发达的线理与叶理元素，可能表示平面应变变形。许多糜棱岩即为L-S构造岩，与简单剪切形变符合。
- L构造岩（线理）表示收缩性应变
- S构造岩（叶理）表示扁平性应变
- L-S构造岩（平面应变）表示拉伸和扁平性应变[3]